# Antônio Mendes Vianna
Antônio Mendes Vianna (* 24. August 1908 in São Luís; † 2. Mai 1976) war ein brasilianischer Diplomat.

## Leben
Antônio Mendes Vianna war der Sohn von Godofredo Mendes Viana, eines Senators und Abgeordneter und von 1923 bis 1926 Gouverneur von Maranhão. 1930 schloss er ein Studium der Rechtswissenschaft als Bachelor of Laws an der Universidade Federal do Rio de Janeiro ab. 1946 wurde er Korrespondierendes Mitglied der Real Academia de Bellas Artes y Ciencias Históricas de Toledo. 1958 absolvierte er den Curso Superior de Guerra der Escola Superior de Guerra ab.

## Laufbahn
Am 1. März 1928 trat er in den auswärtigen Dienst. Am 30. März 1933 wurde er zum Konsul dritter Klasse ernannt. Am 20. Juni 1934 wurde leistungsbedingt zum Konsul zweiter Klasse befördert. Am 7. Dezember 1943 wurde er  leistungsbedingt zum Gesandtschaftssekretär erster Klasse ernannt. Am 7. März 1949 wurde er  zum Gesandtschaftsrat ernannt. Am 28. März 1950 wurde er  leistungsbedingt zum Gesandten zweiter Klasse ernannt. Am 5. Mai 1958 wurde er  leistungsbedingt zum Gesandten erster Klasse ernannt.

## Positionen
Von 16. Mai 1935 bis 19. November 1937 war er Vizekonsul in Budapest. Von 18. Dezember 1936 bis 26. Dezember 1937 war Gesandtschaftssekretär zweiter Klasse in Caracas, wo er 4. Mai bis 22. Dezember 1937 Geschäftsträger war. Von 14. Februar 1938 bis 2. November 1940 war Gesandtschaftssekretär zweiter Klasse in Buenos Aires. Von 22. Oktober 1940 bis 3. Januar 1944 wurde er in Santiago de Chile beschäftigt, wo er am 7. Dezember 1943 zum Gesandtschaftssekretär erster Klasse ernannt wurde. Von 3. Oktober 1944 bis 3. Februar 1949 wurde er in Madrid beschäftigt, wo er von 25. Februar bis 3. April 1946, vom 25. September 1946 bis 16. Oktober 1947 und vom 20. November 1947 bis 7. August 1948 Geschäftsträger war. Von 11. April 1951 bis 1. April 1954 war er Generalkonsul in Antwerpen. Von 17. April 1954 bis 5. Juli 1957 war er Ministre plénipotentiaire in Teheran. Von 11. November 1959 bis Juni 1964 war er Botschafter in Athen. Von Juni 1964 bis April 1966 war er Botschafter in Paris. Von 22. Juni 1966 bis 26. August 1967 war er Botschafter in Santiago de Chile. Von 4. November 1968 bis 11. Mai  1970 war er Botschafter in Jakarta. Vom 11. Mai  1970 bis 1974 war die Botschaft in Jakarta geschlossen und die Aufgaben kumulativ durch die Mission in Bangkok sowie Paulo Tarso Flecha de Lima als Handelsbeauftragten wahrgenommen. Für die Schließung wurden Haushalts- und Verwaltungsgründe benannt. Es ist wahrscheinlich, dass die Beweggründe politischer Natur waren. Portugiesisch-Timor erklärte sich Ende 1975 als Osttimor selbständig, wurde von indonesischem Militär überfallen, besetzt und als  27. Provinz annektiert. Die brasilianische Regierung hatte bei den Vereinten Nationen für die Selbständigkeit von Osttimor gestimmt. Von 9. September 1971 bis 20. April 1973 war er Botschafter in Port-au-Prince.

## Aufgaben
1928 war er zu einer Grenzkommission und zur Eisenbahnkommission abgestellt. Am 1. August 1942 war er Sekretär einer Außenministertagung in Rio de Janeiro. Im November 1945 nahm er an einer Vorbereitungskommission zur Gründung der Vereinten Nationen in London teil. Im Januar 1947 war er dort als Gesandtschaftsrat tätig. Im April 1949 vertrat er das Außenministerium im Senat und Parlament von Brasilien.